# Nizier de Vienne
Nizier ou Nicétas est un évêque de Vienne du milieu du Ve siècle. Il est considéré comme saint de l'Église catholique romaine (célébré le 1er juillet). 

## Biographie
Nizier ou Nicétas (que l'on trouve également sous les formes Nicet, Nicetii, Nicetae, Niceta, Nicetas, Nectari dans les textes) est un évêque du diocèse de Vienne, présent dans le catalogue de l'évêque Adon de Vienne (799-875),,,.
Adon situait ce quatorzième évêque de Vienne vers la fin du IVe siècle (379-385),,. Nizier monte sur le siège épiscopal de Vienne, à la suite de Nectaire probablement vers 449,. Il est attesté dans une lettre du pape Léon, datée de août 449,. Il s'agissait d'une confirmation de l'ordination de l'évêque d'Arles, Ravennius, en 449,,.
Selon la tradition, reprise par Ulysse Chevalier (1879), Florentin II lui succèderait sur le siège de Vienne. Claude Charvet indiquait, dans son Histoire de la sainte église de Vienne (1761), « On ne trouve point le nom de S. Florent II ni dans le Martyrologe ni dans le Catalogue des Archevêques de Bienne, & le Lièvre n'en parle point. Mais les souscription au Concile de Valence, qui se tint en 375[sic], prouve invinciblement qu'il a été évêque de Vienne », le plaçant cependant avant Nizier. Dans le Regeste dauphinois de Chevalier (1912), seul Mamert est mentionné à la suite de Nizier. Historiquement, il est son successeur sur le trône de Vienne. Le recueil des faux privilèges (v. XIe siècle), la notice de l'archevêque Léger (v. XIe siècle), repris par Charvet (1761) ont placé, après lui par erreur, Simplides/Simplice. Toutefois Léger précisait « lui succéda le bienheureux évêque Simplicius, à qui le pape Zosime adresse une lettre, et qui, nous ignorons pourquoi, ne figure pas au catalogue »,.

## Culte
Considéré comme saint, il est dans le calendrier liturgique du diocèse de Grenoble-Vienne le 1er juillet, aux côtés de saint Martin et de tous les anciens évêques de Vienne. Il figurait dans le Martyrologe d'Adon et le Martyrologium Hieronymianum à la date du 5 mai, tout comme son prédécesseur Nectaire,,.

## Voir également